# برج رسكت
برج رسكت (بالفارسية: برج آتش‌نشان) هو برج تاريخي يعود إلى عصر آل باوند، ويقع في مقاطعة ساري.

## معرض الصور

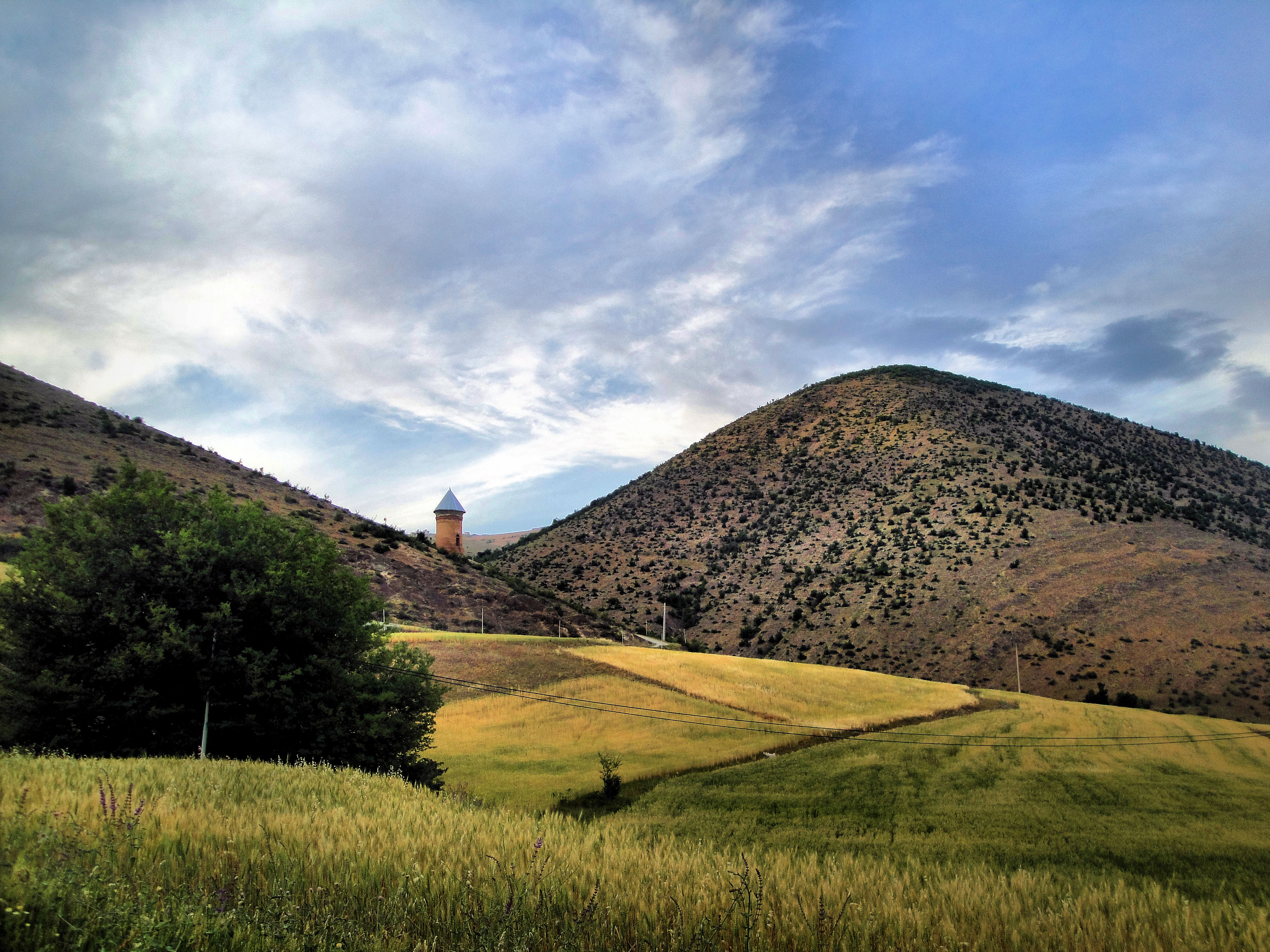
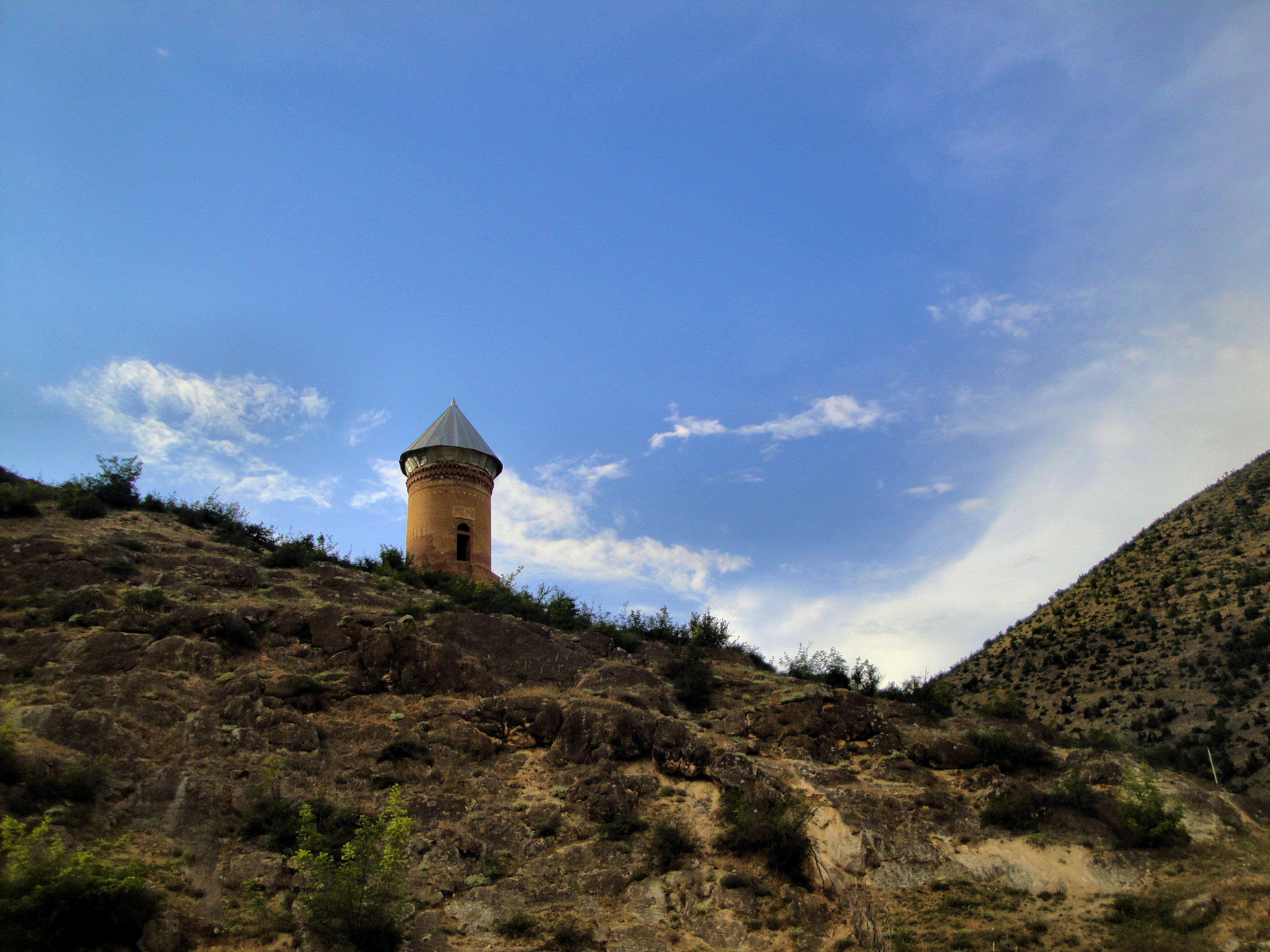
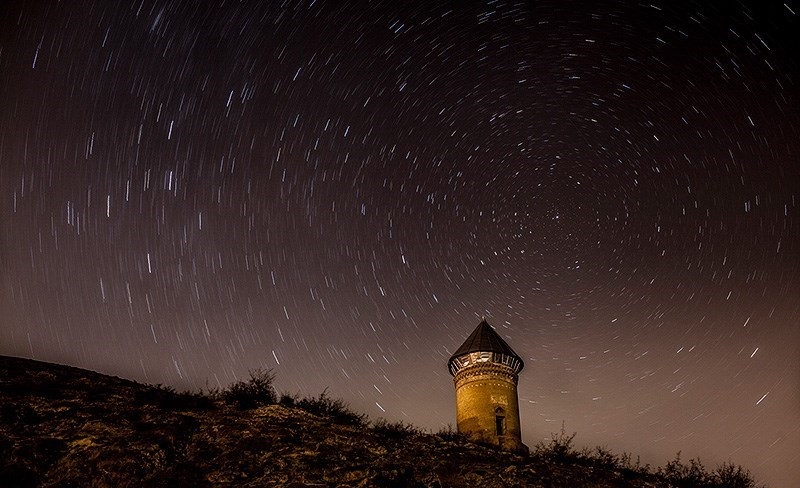
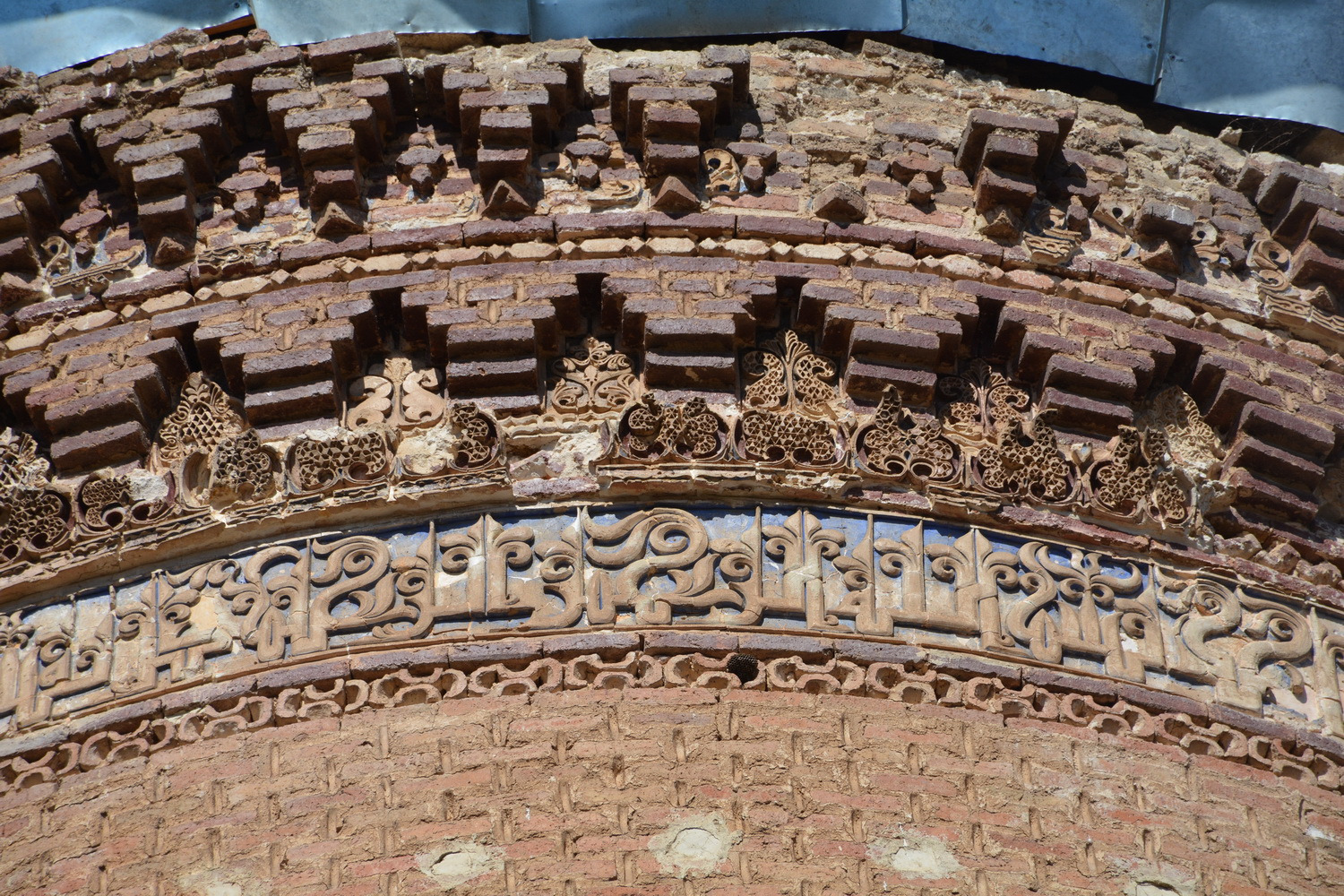